# Bulbophyllum pseudoconiferum
Bulbophyllum pseudoconiferum är en orkidéart som beskrevs av Wally Suarez och James Edward Cootes. Bulbophyllum pseudoconiferum ingår i släktet Bulbophyllum och familjen orkidéer.
Artens utbredningsområde är Filippinerna. Inga underarter finns listade i Catalogue of Life.